# Teodora (filla de Constantí VII)
Teodora, coneguda també com a Teodora de Macedònia, en grec antic Θεοδώρα, nascuda cap al 496, va ser una emperadriu consort, la segona esposa de Joan I Tsimiscés, emperador de l'Imperi Romà d'Orient. Era filla de Constantí VII i Helena Lecapena. Els seus avis materns eren Romà Lecapè, també emperador i Teodora.
L'obra Teòfanes continuat que seguía la Crònica de Teòfanes el Confessor feta per d'altres escriptors, va ser escrita durant el regnat del seu pare. Aquest llibre finalitza l'any 961 i registra en part la seva vida després de la mort de Constantí VII el 9 de novembre de 959. El seu germà Romà II va pujar al tron i la seva dona Teòfano Anastaso el va convèncer perquè enviés les cinc germanes seves al convent de Kanikleion. Teodora i les seves germanes Zoè, Àgata, Teòfano i Anna van ser enviades inicialment a Kanikleion. Més tard, Teodora, Zoè i Teòfano van ser enviades al monestir d'Antíoc mentre que Àgata i Anna van ser enviades a Myrelaion, a un monestir construït pel seu avi matern.
Mentre les germanes feien vida monàstica, es van produir canvis al tron imperial. Romà II va morir el 15 de març del 963. Els coemperadors i successors seus eren els seus fills menors Basili II i Constantí VIII. La seva mare va ser regent fins que es va casar amb el general victoriós Nicèfor II. Nicèfor va pujar al tron com a primer emperador. Tot i això, Teòfano i Joan I Tsimiscés, nebot de Nicèfor, van organitzar el seu assassinat la nit del 10 al 11 de desembre del 969.
Joan I es va convertir en primer emperador ocupant el lloc de Nicèfor i Teòfano es va exiliar a una de les Illes dels Prínceps. Un matrimoni anterior de Joan I amb Maria Esclerena havia forjat una aliança amb el general Bardes Escler, però les altres aliances de l'Imperi Romà d'Orient no eren tan segures. Joan I va rectificar la situació alliberant Teodora de Myrelaion i organitzant el seu matrimoni amb ella. Segons Lleó Diaca, el matrimoni es va celebrar el novembre del 971. Algunes fonts diuen que van tenir una filla, Teòfano Curcues.
Joan I Tsimiscés va morir el 10 de gener de 976. Les fonts medievals no diuen si Teodora encara era viva.